# نغوين فان شوان
نغوين فان شوان هو سياسي فيتنامي، ولد في 3 أبريل 1892 في أنام الفرنسية ‏، وتوفي في 14 يناير 1989 في نيس في فرنسا بسبب مرض.

## وصلات خارجية
- نغوين فان شوان على موقع مونزينجر (الألمانية)